# Teucholabis (Teucholabis) lipacantha
Teucholabis (Teucholabis) lipacantha is een tweevleugelige uit de familie steltmuggen (Limoniidae). De soort komt voor in het Neotropisch gebied.